# Lemophagus japonicus
Lemophagus japonicus là một loài tò vò trong họ Ichneumonidae.